# Lotnictwo Armii Dońskiej
Lotnictwo Armii Dońskiej (ros. Авиация Донской армии) – lotnicze siły zbrojne Armii Dońskiej podczas wojny domowej w Rosji
W kwietniu 1918 r. rozpoczęło się w Nowoczerkasku formowanie Armii Dońskiej. Dużą uwagę zwrócono na utworzenie służby inżynierskiej i lotnictwa. Pierwsze plany przewidywały posiadanie jednego dywizjonu lotniczego w czasie pokoju i czterech dywizjonów w czasie wojny. W celu technicznego skompletowania oddziałów inżynierskich i lotniczych przywódca Kozaków dońskich, ataman Piotr N. Krasnow zwrócił się o pomoc do Niemców, którzy okupowali tereny kozackie. Podpisał z nimi umowę o dostawę samolotów, części zamiennych, uzbrojenia, wyposażenia wojskowego. Jeden z punktów tej umowy przewidywał oddawanie Kozakom połowy zdobyczy wojennych uzyskanych przez wojska niemieckie w Rosji. Sprzęt wojskowy pochodził z magazynów rosyjskiej Armii Południowo-Zachodniej na Ukrainie, kontrolowanych przez Niemców. Wywozem tego sprzętu zajmował się lotnik wojskowy ppłk Antonow. Dzięki temu w maju 1918 r. rozpoczęło się formowanie 1 oddziału lotniczego Armii Dońskiej. Swoich samolotów Kozacy nie mieli (jedynie w Nowoczerkasku odnaleziono 1 niesprawny samolot). Do listopada istniał już dywizjon, składający się z dwóch oddziałów samolotowych. Utworzono też park samolotowy. Remonty niesprawnych samolotów odbywały się – oprócz parku samolotowego – w zakładach remontowych w Taganrogu. Nadzorował je inż. Czernow. Na czele lotnictwa dońskiego stanął płk (wkrótce generał major) Wiaczesław G. Bogdanow, b. inspektor lotnictwa ukraińskiej Armii Hetmanatu Pawło Skoropadskiego. Samoloty dońskiego lotnictwa otrzymały swój znak. Był to czarny trójkąt równoramienny wpisany w biały okrąg z czarnym brzegiem. W tym czasie przeciwko dońskiemu lotnictwu operowało siedem bolszewickich oddziałów lotniczych z 41 samolotami. Swoją niedużą liczebność lotnictwo dońskie próbowało zrównoważyć zwiększeniem ilości lotów bojowych. Od czerwca do sierpnia miało miejsce 57 wylotów (ponad 7 wylotów na 1 samolot, podczas gdy bolszewicy mieli ponad 3 wyloty na 1 samolot). Jednego z jesiennych dni doszło do pierwszej walki lotniczej samolotów dońskiego i bolszewickiego. Doński pilot esauł K. N. Kaczałowski na samolocie Nieuport zaatakował samolot bombowy Farman F.30 bolszewickiego pilota Łukianienki. Bombowiec został trafiony w silnik, po czym był zmuszony lądować w rejonie chutora Liapiczew, gdzie jego pilot dostał się do niewoli. Zdarzały się też dezercje bolszewickich pilotów. 17 października na stronę Kozaków dońskich przeleciał pilot G. E. Tau, który następnie został przyjęty do służby lotniczej. Niedługo potem to samo zrobił dowódca bolszewickiego 9 lotniczego oddziału armijnego por. Z. W. Snimszczikow wraz z całym swoim oddziałem (5 pilotów: Baranow, Dobrowolski, Makarenko, Ostaszewski i Chomicz). Z kolei 4 listopada na stronę kozacką przeleciał dowódca bolszewickiej 1 woroneżskiej grupy lotniczej W. I. Striżewski, zaś 9 listopada dowódca 22 korpuśnego oddziału lotniczego E. M. Bitte. Były to znaczne wzmocnienia dla lotnictwa Armii Dońskiej. W grudniu 1918 r. zmieniło się położenie strategiczne Kozaków dońskich. Niemieckie wojska okupacyjne powróciły do ojczyzny, w wyniku czego "dońcy" utracili źródło dostaw wojennych. Ataman P. N. Krasnow przeorientował swoją politykę na Ententę, której przywódcy zażądali zawarcia porozumienia z dowództwem białej Armii Ochotniczej. Było to warunkiem uzyskania pomocy wojskowej. 8 stycznia 1919 r. Armia Dońska połączyła się z Armią Ochotniczą, tworząc Siły Zbrojne Południa Rosji pod dowództwem gen. Antona I. Denikina. Zachowała jednak swoją strukturę organizacyjną. Z formalnego punktu widzenia lotnictwo kozackie zostało podporządkowane dowódcy lotnictwa Sił Zbrojnych Południa Rosji gen. Iwanowi I. Krawcewiczowi. Faktycznie Armia Dońska działała jako sprzymierzona siła zbrojna. Umowa z białymi zaowocowała nowymi dostawami samolotów i sprzętu lotniczego, dzięki czemu do lutego 1919 r. Kozacy dońscy mieli już na wyposażeniu 68 samolotów różnych typów. Utworzono nowe struktury lotnicze: lotniczą szkołę obsługi silników i kadrową bazę samolotową oraz przystąpiono do formowania trzeciego dywizjonu samolotowego. Zgodnie z rozkazem dowódcy Armii Dońskiej gen. Władimira I. Sidorina z 6 sierpnia 1919 r. lotnictwo dońskie składało się z:
- dowództwa,
- 1 Dońskiego Dywizjonu Samolotowego,
  - 1 Oddziału Samolotowego – d-ca płk Usow,
  - 2 Oddziału Samolotowego – d-ca ppłk P. S. Ławrow,
  - 3 Oddziału Samolotowego – ppłk Konstantin N. Antonow,
- 2 Dońskiego Dywizjonu Samolotowego,
  - 4 Oddziału Samolotowego d-ca płk Fiodor T. Zwieriew,
  - 5 Oddziału Samolotowego,
  - 6 Oddziału Samolotowego,
- 1 Dońskiej Bazy Samolotowej,
- 2 Dońskiej Bazy Samolotowej,
- Dońskiego Parku Samolotowego,
- szkoły obsługi silników.

Dowództwo Armii Dońskiej zamierzało rozbudować oddziały lotnicze, ale brakowało sprzętu wojskowego i możliwości technicznych. Od zimy 1919 r. lotnictwo dońskie prowadziło coraz intensywniejsze walki. W kwietniu tego roku skutecznie bombardowało przeprawy przez rzeki Siewierski Doniec i Manycz. W maju ataki ok. 10 dońskich samolotów doprowadziły do rozproszenia dwóch bolszewickich dywizji kawalerii podczas ich marszu na pozycje bojowe. Jedną z operacji przeprowadzonych przez lotnictwo dońskie było zorganizowanie "mostu powietrznego" do stanicy Wieszenskaja dla kozackich powstańców walczących z wojskami bolszewickimi nad Górnym Donem. Samoloty przelatywały ok. 300 km nad nieprzyjacielskim terytorium, aby dotrzeć do celu. Zdarzały się przypadki, że samolot musiał lądować na tym terenie, aby z reguły coś naprawić. Przewożono broń, amunicję, sprzęt wojskowy i medyczny, pieniądze, tytoń, materiały propagandowe. Operacja zakończyła się sukcesem. Bardzo dużym osiągnięciem był lot przeprowadzony 24 lipca przez lotnika D. A. Wiesołowskiego na samolocie Brandenburg na terytorium Kozaków uralskich, co trwało ok. 8 godzin (ponad 900 km). Następnie powrócił do swoich. Dowództwo Armii Dońskiej ogłosiło, że dzięki temu została ustanowiona łączność powietrzna z wojskami białych gen. A. I. Denikina. Faktycznie był to jedyny taki lot, mający znaczenie propagandowe. W tym czasie 4 i 5 oddziały samolotowe wspierały wojska nacierające na kierunku carycyńskim. Jesienią i zimą 1919 r. lotnictwo dońskie poniosło duże straty w walkach z wojskami bolszewickimi. Utracono 25 samolotów. W wyniku odwrotu wojsk Kozaków dońskich utracone zostały doński park lotniczy i 1 dońska baza lotnicza z całym znajdującym się tam sprzętem lotniczym. W lutym 1920 r. oddziały Kozaków dońskich zostały pokonane, zaś resztki ewakuowały się statkami na Krym. Udało się to zrobić też z niewielką liczbą samolotów. Tam lotnicy dońscy sformowali oddział lotniczy, nazwany oficjalnie 2 Oddziałem Lotniczym imienia Dońskiego Atamana Wojskowego Generała Kaledina.